# Cantonul Ardes
Cantonul Ardes este un canton din arondismentul Issoire, departamentul Puy-de-Dôme, regiunea Auvergne, Franța.

## Comune
- Anzat-le-Luguet
- Apchat
- Ardes (reședință)
- Augnat
- La Chapelle-Marcousse
- Chassagne
- Dauzat-sur-Vodable
- La Godivelle
- Madriat
- Mazoires
- Rentières
- Roche-Charles-la-Mayrand
- Saint-Alyre-ès-Montagne
- Saint-Hérent
- Ternant-les-Eaux